# Primorske novice
Primorske novice – słoweński dziennik z siedzibą w Koprze. Pismo zostało założone w 1963 roku; od 2004 r. wychodzi jako dziennik.